# Sten Bengtsson (Bielke)
Sten Bengtsson (Bielke), född cirka 1343, död 20 juli 1408 på slottet Marieborg nära Enköping, var en riddare, lagman och marsk. Han var son till Bengt Turesson (Bielke) och Ingeborg Magnusdotter (Ulvåsaätten).

## Biografi
Han nämns tidigast 1364, som riddare vid kung Albrekts kröning i februari 1365. Han var, jämte farbrodern Nils Turesson (Bielke), kung Albrekts anhängare och stod i de avgörande striderna 1371 på dennes sida, men anslöt sig sedan till det aristokratiska oppositionspartiet. 
Han nämns som riksråd från 1374, som marsk 1374–87, som häradshövding i Simtuna härad och lagman i Uppland 1379 och häradshövding i Åsunda härad 1384.
Bo Jonsson (Grip) utsåg Sten Bengtsson till en av sina tio testamentsexekutorer. Efter Bo Jonssons död 1386 var han hövitsman på Nyköpingshus. Under åren 1388–89 tog han verksam del i drottning Margaretas inkallande och kung Albrekts avsättning, samt var från början en av drottningens betrodda män, då han 1390 kallas drottningens hövitsman på Almarestäkets borg, och förmodligen avlöste han Erik Kettilsson (Puke) som hennes marsk 1389, och han nämns fortfarande som marsk 1397. Han var under de följande åren säkerligen ett av de säkraste stöden för hennes välde i Sverige, och var 1406 lagman på Öland. 
Sten Bengtsson innehade den gamla släktgården Kråkerum i Mönsterås socken, och Ridö i Barkarö som han 1399 1/2 köpte av Karl Ulfsson (Sparre av Tofta). Han ägde även jord i Västmanland och på Öland samt i Ströja, Kvillinge socken (E).. Han bodde tidtals i Kråkerum. Han verkar under senare delen av sitt liv i regel ha vistats på Marieborg, där han också avled. 
Såsom bosatt i närheten av Enköping intresserade han sig för staden och gjorde 1406 en donation till därvarande skola. Mot Vadstena kloster visade han stor frikostighet, varför han ägnades en minnesruna i klostrets diarium, vid sin begravning där.

## Familj
Sten Bengtsson gifte sig 27 september 1371 på Tofta med Katarina Holmgersdotter (Ulvätten), dotter till Holmger Karlsson (Ulv) och Kristina Nilsdotter (Rävelstaätten). De fick tillsammans barnen Katarina Stensdotter (död 1409) som var gift med riksrådet och riddaren Lars Ulfsson (Aspenäsätten), Kristina Stensdotter som var gift med väpnaren Peter Finvidsson (Peter Finvidssons ätt), riddaren Erik Stensson (Bielke) (död 1410) och riddaren och riksrådet Ture Stensson (Bielke) (död 1425).

## Fotnoter
1. ↑  Sten Bengtsson (Bielke), urn:sbl:18175, Svenskt biografiskt lexikon (art av Sv. Tunberg.), hämtad 2018-06-13
2. ↑  Svenskt Diplomatarium nr 12853
3. ↑  Elgenstierna Gustaf, red (1925). Den introducerade svenska adelns ättartavlor 1 Abrahamsson-Celsing. Stockholm: Norstedt. sid. 357. Libris 10076137. https://runeberg.org/elgenst/1/0379.html